# Nour (chanteuse suisse)
Pour les articles homonymes, voir Nour.
Nour Azzam est une chanteuse genevoise, née en 1984 à Carouge.

## Discographie

### Des Ptits Hommes(2005)
(distribué en Suisse par Disques Office)
1. Des Ptits Hommes
2. Plic Ploc !
3. Dis-moi des mots d'amour
4. Jamais content
5. La Complainte du colporteur
6. Insouciance
7. Sœur Marie-Pascale
8. Somnambule
9. Le Caïd archaïque
10. Morphée ne veut pas
11. Les Strings sept ans
12. Quand j'avais dix ans
13. Le Canon des canons

### Au-delà de l'Arc-en-ciel (2008)
1. Le lutin (intro) — Durée : 0:45
2. La ronde des nains — Durée : 3:04
3. L'enfant perdu — Durée : 3:50
4. J'attends la tuile — Durée : 2:39
5. Pauvre prince charmant (en duo avec Bertrand Belin) — Durée : 3:52
6. L'homme en fer blanc — Durée : 3:46
7. Petit Renard — Durée : 4:56
8. Comme un jeu de cartes (interlude) — Durée : 0:53
9. Reine de cœur — Durée : 4:25
10. L'homme au bois dormant — Durée : 3:57
11. Miroir (interlude) — Durée : 0:23
12. Mlle Monstre — Durée : 3:01
13. Silence — Durée : 4:40
14. Loup y es-tu ? — Durée : 2:17
15. La belle attend — Durée : 10:24

### Après l'Orage(2017)
1. Sale temps - Durée 2:31
2. Si légère - Durée 4:00
3. Rumba des assiettes - Durée 3:31
4. Les horizons - Durée 4:29
5. La blonde - Durée 4:17
6. Vol au vent - Durée 4:17
7. Chanson pour un rasoir électrique - Durée 1:51
8. Terrain de jeu - Durée 3:25
9. Le tournis - Durée 2:31
10. Après l'orage - Durée 5:32
11. Lumière bleue - Durée 02:34

### L'élégance des mots crus(2022)
1. L'impulsive - Durée 3:59
2. Laisser couler - Durée 2:53
3. Il pleut des Hommes - Durée 4:25
4. La maison de carton - Durée 4:20
5. Le cul-de-sac - Durée 2:48
6. Le ballet - Durée 3:09
7. Les mots crus (duo avec Askehoug) - Durée 3:34
8. Poupées de plomb - Durée 3:19
9. No man's land - Durée 4:27
10. Le grand vide - Durée 4:07